# Shalako
Shalako is een Britse en West-Duitse speelfilm uit 1968, geregisseerd door Edward Dmytryk. De film is gebaseerd op de roman Shalako (1962) van Louis L'Amour.

## Verhaal
De film gaat over Shalako, een voormalige officier van de cavalerie, die een stel aristocraten, onder wie gravin Irini (Bardot), probeert te redden van bloeddorstige Apaches. Dit tot grote ergernis van baron Von Hallstadt, die ten overstaan van zijn knappe verloofde Irina graag zelf de held wil uithangen.

## Rolverdeling
| Acteur          | Personage                      |
| --------------- | ------------------------------ |
| Sean Connery    | Moses Zebulon 'Shalako' Carlin |
| Brigitte Bardot | Gravin Irina Lazaar            |
| Stephen Boyd    | Bosky Fulton                   |
| Jack Hawkins    | Sir Charles Daggett            |
| Peter van Eyck  | Baron Frederick von Hallstadt  |
| Honor Blackman  | Lady Julia Daggett             |
| Woody Strode    | Chato (Apache chief)           |
| Eric Sykes      | Mako                           |
| Alexander Knox  | Sen. Henry Clarke              |
| Valerie French  | Elena Clarke                   |
| Julián Mateos   | Rojas                          |
| Don 'Red' Barry | Buffalo                        |
| Rodd Redwing    | Chato's vader                  |